# علی‌آباد، هانزا
علی‌آباد، هانزا (به انگلیسی: Aliabad, Hunza) یک منطقهٔ مسکونی در پاکستان است که در گلگت-بلتستان واقع شده‌است.